# Arachnothryx rubens
Arachnothryx rubens är en måreväxtart som först beskrevs av Louis Otho Otto Williams, och fick sitt nu gällande namn av Attila L. Borhidi. Arachnothryx rubens ingår i släktet Arachnothryx och familjen måreväxter. Inga underarter finns listade i Catalogue of Life.